# Pianino

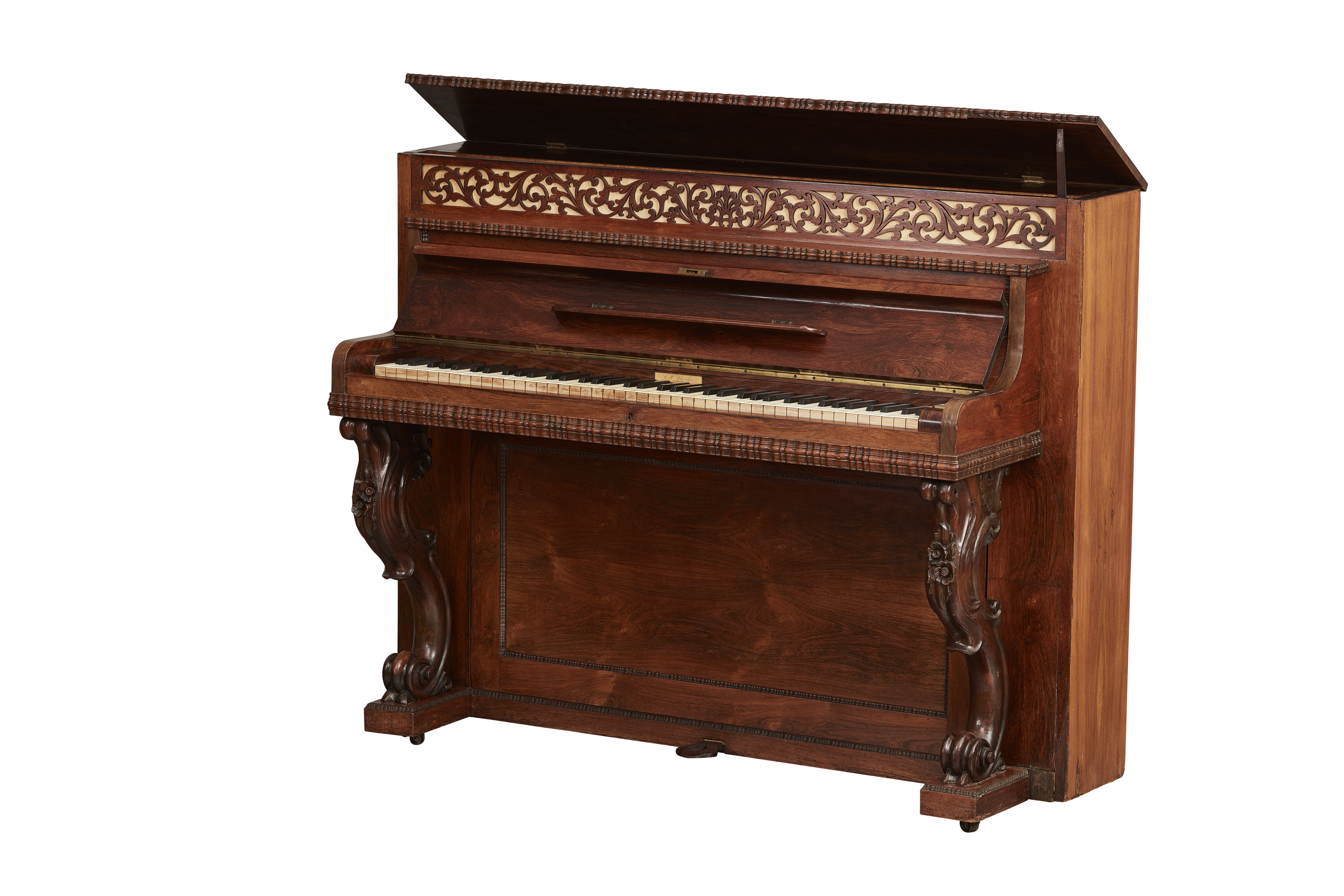
Pianino von Christian Heinrich Schröder, etwa 1857, im Museum für Kunst und Gewerbe Hamburg

Pianino (italienisch für „kleines Piano“) ist die Bezeichnung für das heute allgemein bekannte, aufrecht stehende Klavier. Der Begriff Klavier wird häufig einengend nur für das Pianino verwendet, im Gegensatz zum Flügel. Im Fachjargon setzen sich auch zunehmend die besser nach Bautypen differenzierenden englischsprachigen Bezeichnungen (Grand) Upright piano, Studio piano und Console piano durch, für die es keine deutschen Entsprechungen gibt.

## Geschichte

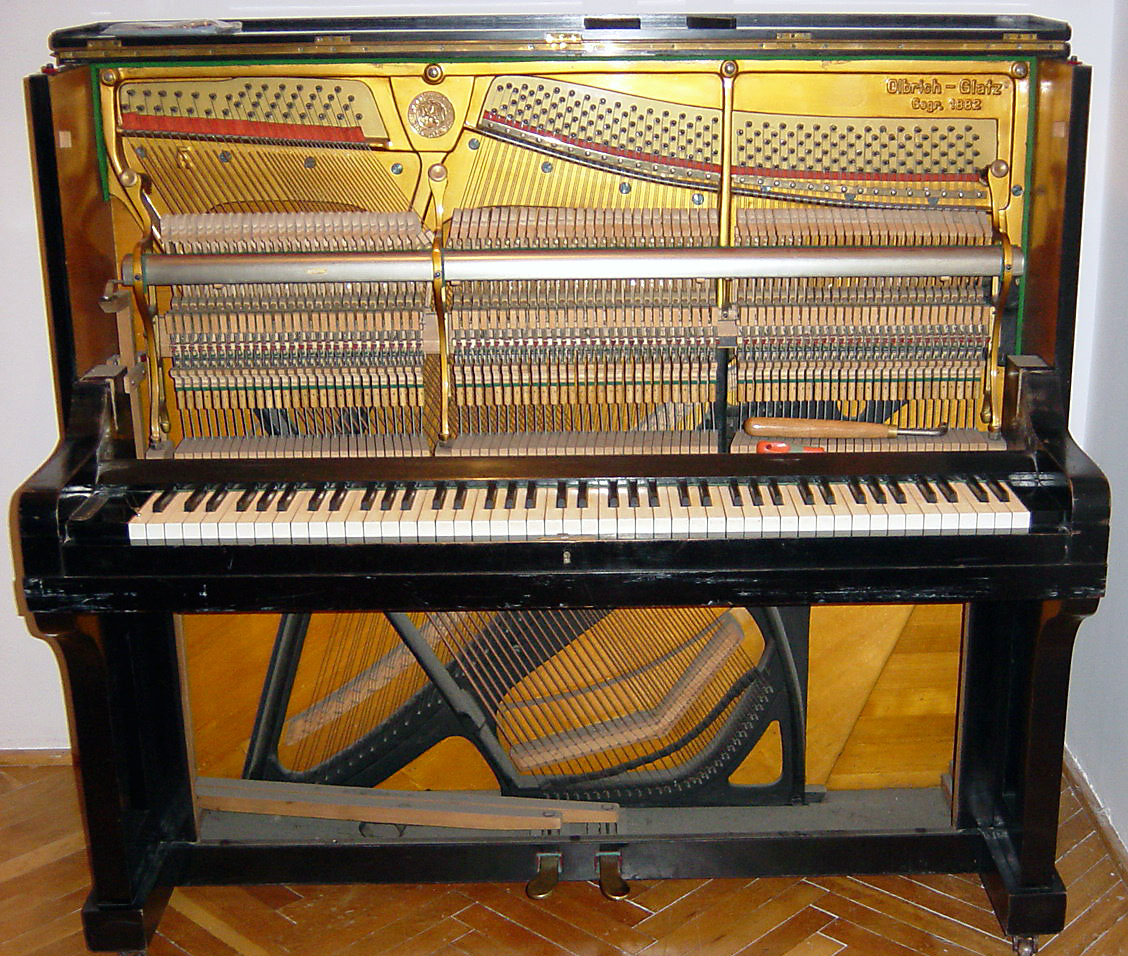
Blick auf die offengelegten senkrechten Saiten eines Pianinos von Wilhelm Olbrich (* 1913)

Das zu Grunde liegende Bauprinzip senkrecht verlaufender Saiten ist bereits im 16. Jahrhundert beim Clavicytherium und dem Gambenwerk angewandt worden. Robert Wornum stellte ab 1811 ein Cottage Piano her, das sich bis 1826 zum Piccolo Piano entwickelte. Ein weiterer Vorläufer des heutigen Pianinos wurde 1815 in Paris von Ignaz Josef Pleyel erfunden und etwa um 1840 eingeführt; es stellte eine vereinfachte Form des ebenfalls aufrecht stehenden, prachtvolleren Lyraflügels dar. Mit seinem geringeren Platzbedarf gegenüber dem Flügel (engl. „grand piano“: „großes Piano“) und dem Tafelklavier eroberte es sich dauerhaft seinen Platz im häuslichen Bereich. Die Bauweise der Pianinos löste die Tafelklaviere in Europa bereits um ca. 1850, in den USA bis ca. 1900 ab.

## Technik
Beim Pianino stehen Resonanzboden, Gussrahmen, Besaitung und Hammermechanik (Ständermechanik) senkrecht zum Boden, so dass es platzsparend an die Wand gestellt werden kann.

Unterdämpfer-Klaviermechanik von Robert Wornum, 1842

Ältere Pianinos (bis ca. 1910) haben teils eine sogenannte Oberdämpfer-Mechanik, d. h. die Dämpfer sitzen über den Hämmern. Bei heutigen Pianinos befinden sich die Dämpfer normalerweise unterhalb der Hämmer auf derselben Seite der Saitenanlage (Unterdämpfer-Mechanik). Bei Spinet Pianos sitzt die gesamte Mechanik zum größten Teil unterhalb der Klaviatur (siehe unten).
Das Pianino hat in der Regel einen Tonumfang von 7 ¼ Oktaven (Subkontra A bis fünfgestrichenen C, A1 bis c5), also 88 Tasten; Bauarten mit geringerem Tonumfang kommen allerdings auch vor. Eine Sonderform ist ein Pianino mit Untertastenmechanik, bekannt als Yacht piano. Es war besonders kompakt gebaut, hatte oft nur 5–6 ½ Oktaven und eine einklappbare Klaviatur, da es für den platzsparenden Einsatz auf Schiffen entwickelt worden war. Wesentlicher Nachteil ist die zeitaufwendige Wartung, da alleine der Aus- und Wiedereinbau der unterhalb der Klaviatur sitzenden Mechanik sehr viel länger dauerte als bei anderen Klavieren.

## Baugrößen und Abmessungen
Die Breite ist durch die Tastatur vorgegeben und schwankt nur gering zwischen 145 und 155 cm, die Tiefe zwischen 50 und 70 cm. Große Unterschiede gibt es in der Höhe der Instrumente, da hierdurch die Qualität des Klangs maßgeblich beeinflusst wird:
- Kleinklaviere (engl. Console oder Studio pianos) etwa 100–120 cm
- Konzertklaviere (engl. Uprights oder Grand Uprights) ab etwa 120 cm.[5]

Die klassische Höhe eines Pianinos beträgt etwa 130 cm. Höhere Instrumente haben eine größere Resonanzbodenfläche und längere Basssaiten, beides begünstigt zwar einen besseren Klang doch sind die Instrumente auch stärker im Klang und in kleinen Räumen dann sehr laut. Heute werden Klaviere zwischen 109 cm und 132 cm gebaut.
Ein Klavier wiegt ja nach Größe zwischen 170 und 270 kg, kann aber je nach Material und Ausführung der Verkleidung auch schwerer sein.

## Spinet piano

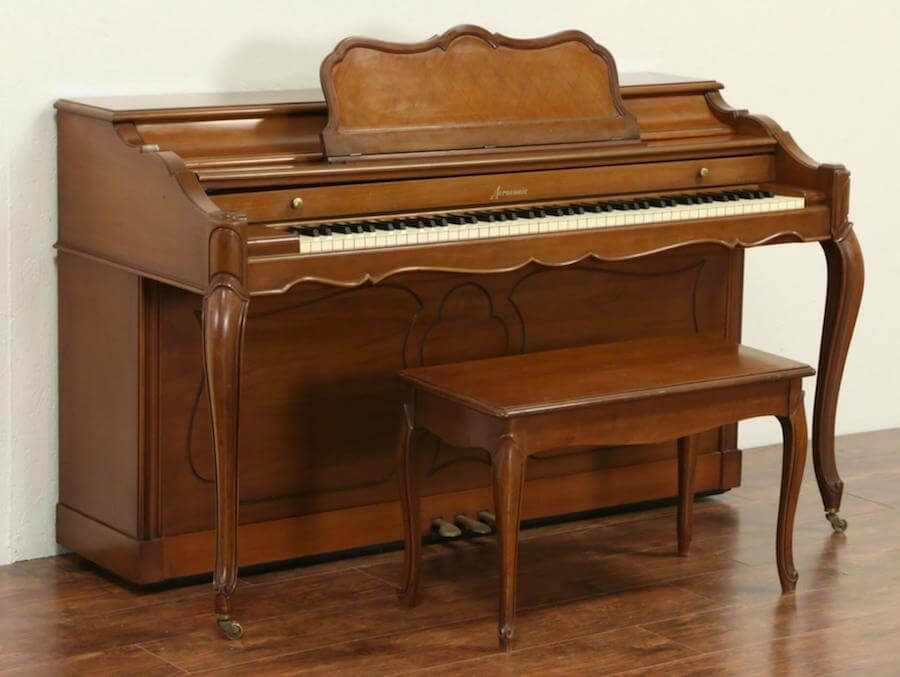
Spinet piano der Marke Baldwin Acrosonic

Bei einem Spinet piano oder kurz Spinet handelt es sich um die niedrigste serienmäßig produzierte Bauform des Pianinos. In Tiefe und Breite entsprechen sie "gewöhnlichen" Pianinos, sind aber in der Regel nur 90–100 cm hoch. Spinets sind nicht zu verwechseln mit der als Spinett bezeichneten Bauform des Cembalos und fast ausschließlich in Nordamerika zu finden. Eine von Konstruktion und Größe her ähnliche, auch in Europa verbreitete Bauform waren Schreibtischklaviere, wo sich die Klaviatur unter der hochklappbaren Schreibtischplatte befand.
Erfunden wurde das Spinet piano in den 1930ern in den USA, um Klaviere auch für die breite Masse wieder erschwinglich zu machen, da die Nachfrage nach den größeren Bauformen im Zuge der Großen Depression eingebrochen war. Aufgrund ihrer geringen Größe und Kostengünstigkeit blieben Spinets jedoch bis ins späte 20. Jahrhundert beliebt. Infolge der zunehmenden Verbreitung von Digitalpianos wurde ihre Produktion in den 1990ern eingestellt.
Im Unterschied zu allen anderen Klaviertypen für den Hausgebrauch, sitzt die Mechanik bei Spinets unterhalb der Klaviatur. Bei dieser sogenannten „drop action“ oder „indirect blow action“ sind die Tasten am hinteren Ende über Drähte oder dünne Stäbe („Stickers“) mit der innenliegenden Mechanik verbunden. Beim Herunterdrücken einer Taste zieht diese am Draht bzw. dem Stab, der daraufhin über einen Hebel den Hammer bewegt, der die Saite anschlägt. Die Hämmer liegen dabei auf etwa derselben Höhe wie die Klaviatur. Die Mechanik als Ganzes benötigt hierdurch weitaus weniger Platz, beeinträchtigt jedoch die Anschlagsdynamik und den klanglichen Nuancenreichtums des Klaviers. Der kleinere Resonanzkörper verringert zudem das Klangvolumen im Vergleich zu anderen Pianinos. Infolgedessen gelten Spinets als eher ungeeignet für professionelle Pianisten oder klanglich anspruchsvolle Stücke. Zudem erweisen sie sich aufgrund der nur schwer zugänglichen und kompliziert verbauten Mechanik als deutlich aufwändiger und teurer in Stimmung, Wartung und Instandsetzung.